# Allacta parva
Allacta parva es una especie de cucaracha del género Allacta, familia Ectobiidae. Fue descrita científicamente por Shelford en 1906.

## Distribución
Esta especie se encuentra en isla de Borneo.